# جويل موس
جويل موس (بالإنجليزية: Joel Moss)‏ هو مهندس الصوت ومنتج أسطوانات وملحن أمريكي، ولد في 11 مايو 1946 في الولايات المتحدة.

## وصلات خارجية
- جويل موس على موقع IMDb (الإنجليزية)
- جويل موس على موقع ميوزك برينز (الإنجليزية)
- جويل موس على موقع أول ميوزيك (الإنجليزية)
- جويل موس على موقع ديسكوغز (الإنجليزية)
- جويل موس على موقع قاعدة بيانات الفيلم (الإنجليزية)